# Legnago
Legnago és un municipi italià, situat a la regió del Vèneto i a la província de Verona. L'any 2004 tenia 25.181 habitants.
Legnano limita amb els municipis de Angiari, Bergantino, Bonavigo, Boschi Sant'Anna, Castelnovo Bariano, Cerea, Minerbe, Terrazzo i Villa Bartolomea.

## Fills il·lustres
- Antonio Salieri